# Боодонтові
Боодонтові (Boodontinae) — підродина неотруйних змій родини Полозові (Colubridae).

## Таксономія
Включає 22 роди та 82 види. Типовий рід — Boaedon (вкл. «змія будинкова»).

## Опис
Загальна довжина представників цієї підродини коливається від 40 см до 2,3 м. У низці будонтіанових вужів спостерігається статевий диморфізм — самиці більші за самців. Голова вузька з округлими очима. Тулуб кремезний. Луска зазвичай гладенька. Особливістю цієї підродини є наявність видовжених, рифлених зубів, що розташовані у задній частині верхньої щелепи. Забарвлення коричневе, чорне, піщане, буре, оливкове з різними відтінками.

## Спосіб життя
Полюбляють савани, луки, чагарники, напівпустелі, гірські місцини, часто зустрічаються біля людських осель. Активні здебільшого вночі. Харчуються дрібними ссавцями, ящірками, гризунами, яйцями птахів.
Це яйцекладні та живородні змії.

## Розповсюдження
Мешкають в Африці та на Близькому Сході.

## Роди
- Boaedon — «Змія будинкова»
- Bothrolycus
- Bothrophthalmus
- Buhoma
- Chamaelycus
- Dendrolycus
- Dipsina
- Dromophis
- Duberria
- Gonionotophis
- Grayia
- Hormonotus
- Lamprophis — «Африканська будинкова змія»
- Lycodonomorphus
- Lycophidion
- Macroprotodon
- Mehelya
- Montaspis
- Pseudaspis — «Кротова змія»
- Pseudoboodon
- Pythonodipsas
- Scaphiophis